# Патријарх српски Никон
Никон I је био архиепископ пећки и патријарх српски од 1419. до 1435. године.
На трону Српске цркве је био у време владавине деспота Стефана Лазаревића. Најранији помен о овом српском јерарху забележио је у Похвали кнезу Лазару 1419/1420. године Антоније Рафаил, књижевник грчког порекла који је избегао у Србију. Један панегирик-похвала писан је 1424/1425. по налогу патријарха Никона. Тих година је деспот Стефан сазвао сабор у рудничкој Сребрници, где је одредио Ђурђа Бранковића за свог наследника. На сабору је био присутан и патријарх Никон. Унија је била покушај да се православцима наметне власт папе и Римокатоличке цркве на Васељенском сабору у Фиренци 6. јула 1439. у тренутку када Балкан, Византија и остале православне земље нису могле да се одупру османским освајањима. Тражили су помоћ од западних хришћана, а Ватикан их је дочекао уценом.
У Јеванђељу које је око 1428. преписао монах Доситеј у дужем запису сачувано је сведочанство о тешком стању у Србији после смрти деспота Стефана. Захваћени паничним страхом пред турским надирањем, људи су бежали и збуњени лутали да нађу склониште где се Турчин још није појавио. У таквим тешким приликама на окупу су били деспот Ђурађ, патријарх Никон и сабор. Патријарх Никон је из своје резиденције манастира Жиче морао да се склони у Подунавље, где се одржао сабор. Постоје различита мишљења о месту одржавања сабора. Ипак, преовладава мишљење да је оно било у Београду.
Патријарх Никон је заслужан не само за српски црквени и уметнички живот него и за књижевност. На његов захтев Константин Филозоф је написао Живот Деспота Стефана, једно од најзначајнијих дела српске средњовековне књижевности.
Последњи помен о патријарху Никону је из 1435. у једном запису рукописног Триода који је преписао ђакон Арсеније.